# Helinando de Froidemont
Hélinand de Froidmont, en latín Helinandus Frigidimontis, igualmente Elinandus, Elynandus, etc. (c. 1160 - 1230) fue un poeta, cronista y escritor religioso francés de la Edad Media. Desde su beatificación, es conmemorado dentro del santoral católico el 3 de febrero.

## Biografía
Hélinand de Froidmont era de familia noble y nació en Pronleroy o Angivillers, cerca de Saint-Just-en-Chaussée, actual departamento de l'Oise, hacia 1160. Hizo estudios en Beauvais bajo la dirección de un alumno de Pedro Abelardo, el gramático Raoul. A causa de sus orígenes aristocráticos, conoció a grandes señores y prelados y fue amigo del obispo de Beauvais Philippe de Dreux, primo del rey Felipe Augusto.  Se prodigó como poeta en las plazas públicas e incluso en la corte real y, resuelto a ser monje, entró en el monasterio cisterciense de Froidmont, en la diócesis de Beauvais. Continuó sin embargo con su actividad poética, pero bajo otra forma, pues, aunque permaneció mudo algunos años, luego compuso los célebres Vers de la Mort ("Versos de la Muerte") de 1194 a 1197. Era entonces un modelo de piedad y mortificación ascética en su monasterio. Consagra cada instante fuera del tiempo debido a las tareas monásticas a los estudios eclesiásticos y, tras su ordenación, a la predicación y la escritura. Murió el 3 de febrero de 1223, 1227 o 1237. En Beauvais fue a veces honrado como un santo y se celebraba su fiesta el 3 de febrero, aunque su culto no fue nunca aprobado por la Iglesia universal (los Acta Sanctorum no le han consagrado noticia alguna).

## SuChronicon
Hélinand es conocido por su Chronicon, una crónica en latín compuesta por cuarenta y nueve libros, de los cuales apenas la mitad han llegado a nuestros días, que escribió entre 1211 y 1223. Hélinand incorpora allí numerosos tratados y cartas. Entre los primeros, por ejemplo, De cognitione sui y De bono regimine principis; veintiocho sermones sobre fiestas religiosas; una carta titulada De reparatione lapsi, en la que exhorta a un monje apóstata, esto es, infiel a sus votos, a volver a su monasterio.
Le Chronicon de Hélinand es una de las fuentes mayores del famosísimo Speculum Historiale de Vincent de Beauvais.
Los fragmentos "supervivientes" del Chronicon incluyen los libros 1 a 18, cubriendo el periodo que va de la Creación a la muerte de Alejandro Magno; unos fragmentos de los libros 19 a 44 existen en copias incluidas en el  Speculum Maius de Vincent de Beauvais; los libros 45 a 49 trataban el periodo de 634 a 1241 y fueron una de las fuentes de la crónica del monje cisterciense Albéric de Trois-Fontaines (hacia 1241). 
Según la Catholic Encyclopedia « su crónica no es lo suficientemente crítica para ser de gran valor histórico ». La estructura del Chronicon es principalmente cronológica aunque Hélinand se aleja regularmente de su narración para comentar las Santas Escrituras; incluye allí un tratado contra la astrología; también escribe a propósito de los santos y sus leyendas y examina el mundo animal. Mezcla continuamente documentación de origen latino y literatura vernácula. Es frecuente que se le cite como testigo del pensamiento medieval a propósito del significado de la palabra grial. 

## Versos de la Muertey otros escritos
- Hélinand de Froidmont escribió, no en latín en este caso, sino en un francés entreverado de expresiones picardas, Les Vers de la Mort, un poema sobre la muerte. Esta obra excepcional, tanto por la lengua empleada como por la manera particular como está tratado el tema, pertenece a la literatura francesa a la vez que a la literatura en picardo.[1] Una edición crítica aún accesible es la de Fredrik Wulff y Emmanuel Walberg (París: Firmin Didot, 1905). En las cincuenta estrofas de su poema, Helinando pide a la Muerte visitar a sus amigos y exhortarlos a abandonar el mundo para ingresar en el monasterio. La Muerte es un personaje real que no aparece jamás bajo la forma de un esqueleto. Además, cada estrofa es una docena de octosílabos que riman aab; aab; bba; bba. Esta estrofa, imitada por otros poetas, es llamada estrofa helinandiana por los críticos. En este sermón lírico, Hélinand utiliza con gran destreza y eficacia la anáfora, la metáfora y otros tropos, haciendo de la Muerte un personaje hiperactivo que se mezcla en todas las actividades de la vida de los clérigos y legos de su tiempo. Hélinand no usa nada más macabro que un juego de palabras sobre los dos sentidos del vocablo "vers" ("verso" y "gusano", en francés), pero anuncia ya la elocuencia angustiada de los poetas del Quinientos, como François Villon y Chastelain. El texto íntegro de los Vers de la Mort ha sido editado y vuelto a francés moderno por Michel Boyer y Monique Santucci (Paris, Ed. Champion, 1983).

Miguel Ibáñez Rodríguez ha traducido la obra al español en una edición de 2003 de la Colección Vertere de la Revista Hermeneus. Contiene además un estudio previo y un ensayo sobre la traducción al español de textos medievales franceses.
- Como predicador, escribió más de se sesenta sermones en un latín ordenado, proveniente de su gran conocimiento de los poetas paganos y los Santos Padres.
- También compuso algunos poemas en latín.
- Se le debe asimismo un Martyrium de los santos Géréon, Víctor, Cassius y Florentius, mártires de la Legión tebana.

Es posible que Helinando sea igualmente el cisterciense Hélinand de Perseigne autor de comentarios sobre el 
Apocalipsis y sobre el Libro del Éxodo.